# Friedrich Würthle

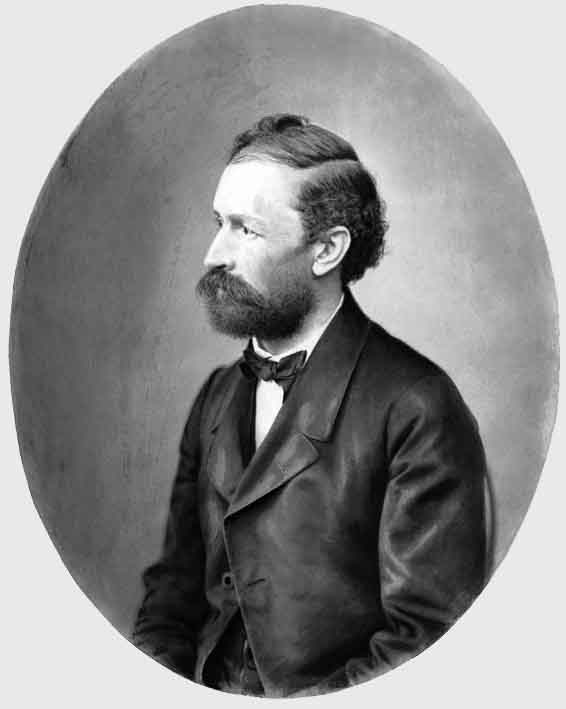
Friedrich Würthle

Friedrich Karl Würthle, auch Karl Friedrich Würthle (* 18. September 1820 in Konstanz; † 8. Oktober 1902 in Salzburg), war ein deutscher Landschaftsmaler, Radierer, Stahlstecher und Fotograf.

## Leben

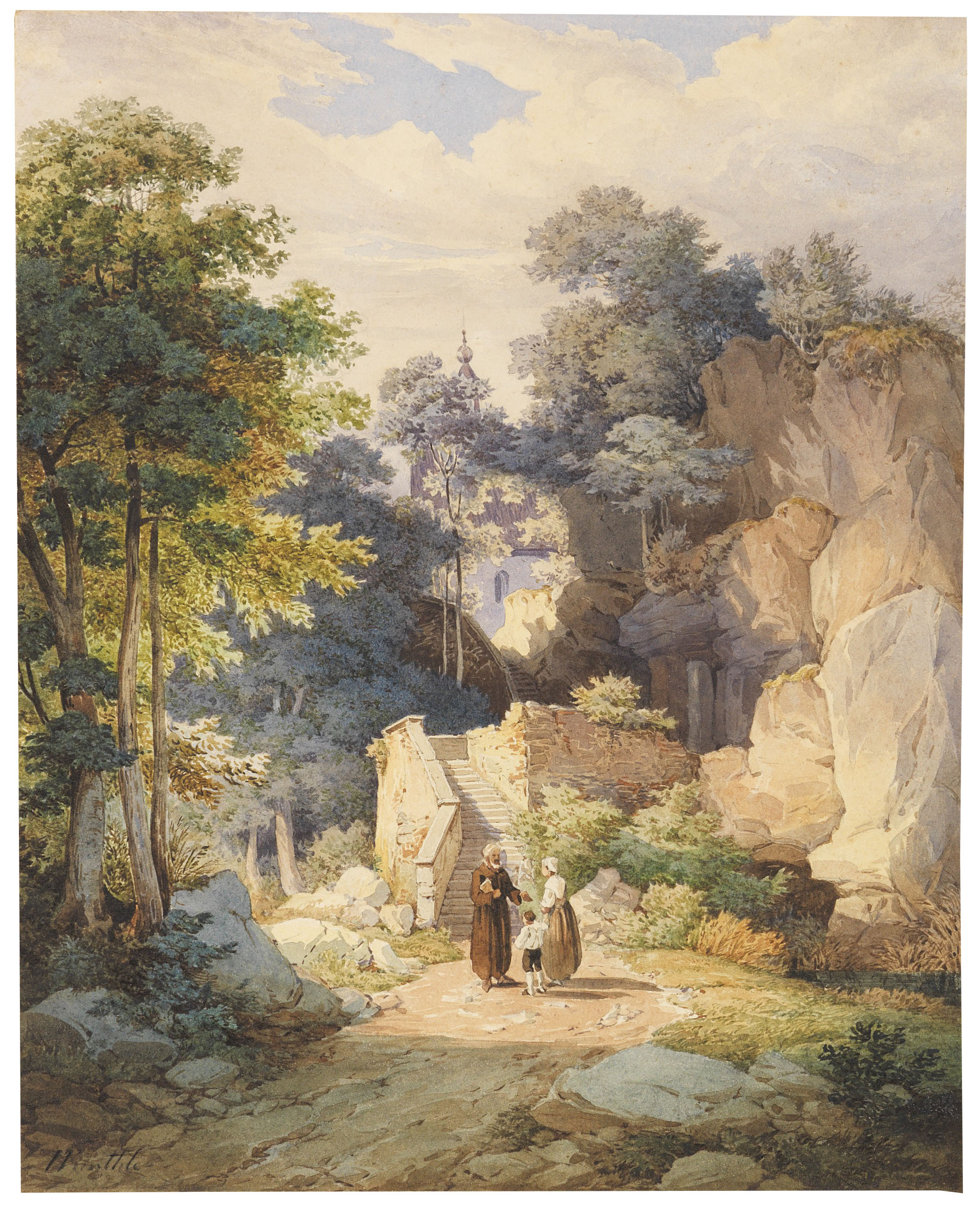
An der Treppe zur Wallfahrtskirche St. Magdalena

Würthle war ein Sohn des Ehepaars Caroline und Georg Friedrich Würthle. Sein Vater war Regimentschirurg.
Würthle studierte zunächst in Karlsruhe, wo Carl Ludwig Frommel sein Lehrer war, und danach in München. 1848 zog er für kurze Zeit nach Triest, wo er Stecher beim Österreichischen Lloyd wurde. Nach seiner Rückkehr nach München 1850 arbeitete er am König-Ludwig-Album mit. In den 1850er Jahren begann er sich auch mit Fotografie zu beschäftigen.
1858 heiratete er Maria Spinnhirn, die Tochter eines Advokaten. Aus der Ehe gingen die drei Töchter Marie, Thekla und Fanny sowie der 1866 geborene Sohn Friedrich Würthle junior hervor.
Etwa 1860 zog er nach Salzburg, wo er zusammen mit Gregor Baldi das Unternehmen Baldi & Würthle gründete. Baldi hatte zuvor dort eine Kunsthandlung mit Verlag betrieben und etliche Mappen zur Topographie der Umgebung herausgebracht, in denen Stiche von Würthle verwendet worden waren. Baldi & Würthle wurden schnell bekannt, unter anderem durch ihre Landschafts- und Panoramaaufnahmen. Aus dem Vorort Riedenburg zogen sie 1866 mit ihrer Firma in die zentraler gelegene Schwarzstraße. 1873 wurde Friedrich Würthle, der auf der Wiener Weltausstellung seine topographischen Aufnahmen gezeigt hatte, mit der Fortschrittsmedaille ausgezeichnet. Außerdem verlieh ihm der Kaiser Franz Joseph I. das Goldene Verdienstkreuz mit der Krone.
1874 entzweiten sich Würthle und Baldi und führten einige Monate lang getrennte Geschäfte, wobei Friedrich Würthle die Negative aus der vorangegangenen Zeit behielt, doch wurden die Geschäfte bald wieder zusammengelegt. 1878 starb Gregor Baldi; die Firma Baldi & Würthle behielt aber bis 1880 ihren Namen. Danach tat sich Würthle mit seinem Schwager, dem Chemiker Hermann Spinnhirn, zusammen. Das Atelier hieß in den Jahren 1882–1892 Würthle & Spinnhirn. In dieser Zeit arbeitete auch Gustav Jaegermayer (1834–1901) für Würthle. Nach Spinnhirns Tod stieg Friedrich Würthle junior in das Geschäft ein und übernahm Spinnhirns Anteile, das Unternehmen hieß nun Würthle & Sohn.
1902 starb Würthle. Sein Sohn verkaufte das Fotoatelier im Jahr 1904 an Eduard Bertel und Carl Pietzner und behielt nur den Verlag, mit dem er aber drei Jahre später bankrott machte. Danach wanderte Friedrich Würthle junior nach Indien aus. Marie und Thekla Würthle sprangen nach der Auswanderung ihres Bruders ein. Sie führten die Verlagsfirma Würthle & Sohn Nachfolger GesmbH in Salzburg und später in Wien weiter, bis sie sie 1916 verkauften. Als Galeriename blieb der Name Würthle bis 1995 erhalten.
Illustrationen Würthles finden sich in den Werken Das Königreich Bayern in seinen alterthümlichen, geschichtlichen, artistischen und malerischen Schönheiten, München 1840 ff. und in Malerische Ansichten von Süd- und Nord-Tirol nach der Natur gezeichnet von Johann Friedrich Lendtner, erschienen zwischen 1852 und 1855 in Salzburg. Ins Historische Stadtmuseum München gelangten über die Sammlung Maillinger etliche Werke Würthles. Eine Zeichnung Würthles befindet sich in der Graphischen Sammlung München.